# 牧野忠良
牧野 忠良（まきの ただよし、慶応3年12月4日（1867年12月17日） - 昭和8年（1933年）10月2日）は、明治末期から昭和初期の華族。三根山（嶺岡）藩主牧野忠泰の娘・千代子の夫。伊予国宇和島藩主伊達宗城の七男。幼名五十若。
明治15年（1882年）、牧野忠泰の死去にともない、娘千代子が牧野家の当主となった。明治17年（1884年）、牧野家は女戸主のために爵位を授けられなかった。明治24年（1891年）12月、伊達忠良は牧野千代子と結婚し、牧野家の当主となった。それにともない、子爵を授けられた。跡は婿養子（三井高弘六男）の健之助が継いだ。 
墓所は多磨霊園。 

## 栄典
- 1891年（明治24年）
  - 12月24日 - 子爵[1]
  - 12月26日 - 従五位[2]
- 1896年（明治29年）12月21日 - 正五位[3]
- 1908年（明治41年）12月26日 - 正四位[4]